# تشاه نرغس (رباطات)
تشاه نرغس (بالفارسية: چاه نرگس) هي قرية تقع في إيران في قسم رباطات الريفي.